# عتامات جناح الخفاش (أشعة)
عتامات جناح الخفاشأو مظهر جناح الخفاش، والمعروفة أيضًا باسم عتامة الفراشة، هي علامة شعاعية تشير إلى نمط من التظليل الرئوي الثنائي محيط بالنقير. يتم وصفها بشكل كلاسيكي على الصورة الشعاعية الأمامية للصدر ولكن يمكن أن يشير أيضًا إلى المظاهر على الصدر CT.
السبب الأكثر شيوعاً لظهور جناح الخفاش هو تراكم سائل الوذمة في الرئتين. علامة جناح الخفاش متناظرة، وعادةً ما تظهر بمظهر عتامة الزجاج المصنفر. تظهر هذه العلامة عند الأفراد المصابين بالالتهاب الرئوي، وإصابات الاستنشاق، والنزيف الرئوي، والساركويد، وسرطانة القصبات الهوائية والداء البروتيني السنخي الرئوي.
التشخيص التفريقي: يمكن أن تحدث عتامات جناح الخفاش الرئوية بسبب:
الوذمة الرئوية (خاصة القلبية)
ذات الرئة
الالتهاب الرئوي الشفطي
الالتهاب الرئوي بالمتكيسة الجؤجؤية (PCP)
الالتهاب الرئوي الفيروسي
الالتهاب الرئوي الشحمي
إصابة استنشاق
1.غاز ضار
2.الهباء الجوي
الداء البروتيني السنخي الرئوي
النزف الرئوي (مثل متلازمة جودباستشر)
سرطان الغدد الليمفاوية / سرطان الدم
سرطانة غدية